# 並木育朗
並木 育朗（なみき いくろう）は、日本の実業家。公益財団法人原子力環境整備促進・資金管理センター理事長を務めた。

## 人物・経歴
1971年一橋大学経済学部卒業、東京電力入社。東京電力執行役員原子力・立地本部副本部長を経て、2010年から原子力環境整備促進・資金管理センター理事長を務め、原子力の補償などにあたった。原子力発電環境整備機構評議員なども務めた。